# 小行星2058
小行星2058（2058 Roka）是一颗围绕太阳公转的小行星。1938年1月22日，庫林·捷爾吉在布达佩斯发现了此天体。
該小行星以匈牙利科學作家羅卡·蓋德昂（Gedeon Róka）命名。
这颗小行星的绝对星等为179.59338等。